# Issouf Ag Maha
Issouf ag Maha (Agadez, 1962) là một nhà văn Tuareg sống ở Niger.
Trong các tác phẩm của mình, ông nói về thảm kịch của người dân vùng Arlit và chỉ trích việc khai thác urani.

## Tác phẩm
- Touaregs du XXIe siècle (Grandvaux, 2006)
- Touareg. Le destin confisqué (Tchinaghen Editions, Paryż 2008)